# Frederik Gijsbert van Dedem
Frederik Gijsbert van Dedem, heer van de Gelder, Peckendam, Krytenberg en Hachmeule (Wijhe, 17 februari 1743 - aldaar, 3 maart 1820) was een Nederlands politicus en diplomaat die van 1785 tot 1820 ambassadeur was in Constantinopel. Daarnaast was hij tot zijn dood lid van de ridderschap Overijssel.

## Familie
Van Dedem was een zoon van Anthony van Dedem, heer van de Gelder (1715-1770), onder andere lid van gedeputeerde staten van Overijssel, en Isabella Frederica Charlotta van Rechteren (1717-1794). Hij trouwde in 1771 met Adriana Johanna Sloet, vrouwe van Lindenhorst (1745-1815). Hun zoon was Anthony Boldewijn Gijsbert van Dedem van den Gelder.

### De Gelder
Van Dedem behoorde tot de zogenaamde tak De Gelder van de familie Dedem; de havezate De Gelder was in 1683 aangekocht door de familie en zijn dochter zou de laatste Van Dedem zijn die de havezate bezat. Uit het huwelijk werden een dochter en een zoon geboren. Zijn zoon, (jhr.) A.B.G van Dedem (1774-1825) volgde hem op als heer van de Gelder; hij was Nederlands diplomaat, trad in 1811 in Franse dienst als brigade-generaal, was vanaf 1814 luitenant-generaal en werd in 1816 van al zijn rechten als Nederlander vervallen verklaard, waardoor hij ook zijn Nederlandse adeldom en het predicaat van jonkheer verloor. Na het overlijden van haar broer werd de dochter, jkvr. Johanna Philippina Hermanna van Dedem (1772-1860), grootmeesteres van prinses Anna Paulowna, vrouwe van de Gelder; na haar overlijden ging de havezate over op haar zoon, mr. Frederik Willem Adriaan Karel baron van Knobelsdorff tot de Gelder, Krijtenberg en Scherpenzeel (1810-1894), wethouder van Wijhe.

### Coenraad Willem van Dedem
Van Dedem werd geboren in Wijhe (tussen Zwolle en Deventer) als afstammeling uit het adellijke geslacht Van Dedem, dat vanaf 1600 vele vertakkingen kende (en nog kent). Het ouderlijk huis van De Gelder zou uiteindelijk in 1913 worden afgebroken; tegenwoordig zijn nog slechts enkele bijgebouwen en de brug bewaard gebleven. De twee veldstukjes aan weerszijden van de brug waren afkomstig van Van Dedems overgrootvader, Coenraad Willem van Dedem (sinds 1683 eerste heer van de Gelder van de familie), die zich begin zeventiende eeuw had weten te onderscheiden in enkele belegeringen en veldslagen in België. In 1785 schonk Van Dedem de kanonnen aan het vrijkorps van de patriotten in Deventer. Ze zouden na het oproer van de orangisten en de inval van het Pruisische leger in 1787 spoorloos verdwijnen. Kort voor het overlijden van Van Dedem werden ze vervangen door twee Duitse veldstukjes die er nog steeds staan.

## Loopbaan

### Vroege jaren
Van Dedem volgde een studie op het Athenaeum Illustre in Deventer maar zag daarna af van een universitaire studie. In 1767 werd hij benoemd tot gedeputeerde in de Staten van Overijssel en twee jaar later tot gecommitteerde van de Admiraliteit van Amsterdam, een van de vijf regionale admiraliteiten die waren belast met het handhaven van de veiligheid op zee. In 1771 werd hij namens de Ridderschap van Overijssel benoemd tot ordinaris gedeputeerde van de
Staten-Generaal der Verenigde Nederlandse Provinciën, van welk college hij meerdere keren voorzitter zou zijn.

### Patriotten
Hoewel Van Dedem in een van zijn brieven toegaf dat hij ‘patriotse sympathieën’ had, sprak hij zich niet openlijk voor de patriotten en tegen de orangisten uit. Wel was hij duidelijk in zijn voorliefde voor Frankrijk en zijn haat tegen de Engelsen. Uiteindelijk berokkende hem dat veel schade. Eerst werd hij in 1783 op het laatste moment gepasseerd voor de functie van de eerste ambassadeur in de pas onafhankelijk geworden Verenigde Staten van Amerika. Twee jaar later werd hij echter alsnog benoemd tot ambassadeur in Constantinopel. Maar ook daar werd hij benadeeld door de Haagse politiek. In 1793 werd hij opnieuw gepasseerd, ditmaal om vertegenwoordiger te worden in Sistova, waar de Turken en Oostenrijkers bijeen kwamen voor een internationaal vredescongres. Het feit dat de Directie van de Levantse handel en de Navigatie op de Middellandse Zee - zijn tweede werkgever - zeer tevreden over hem was, verhinderde dat Van Dedem niet werd teruggeroepen toen de orangisten weer de macht kregen in Nederland.

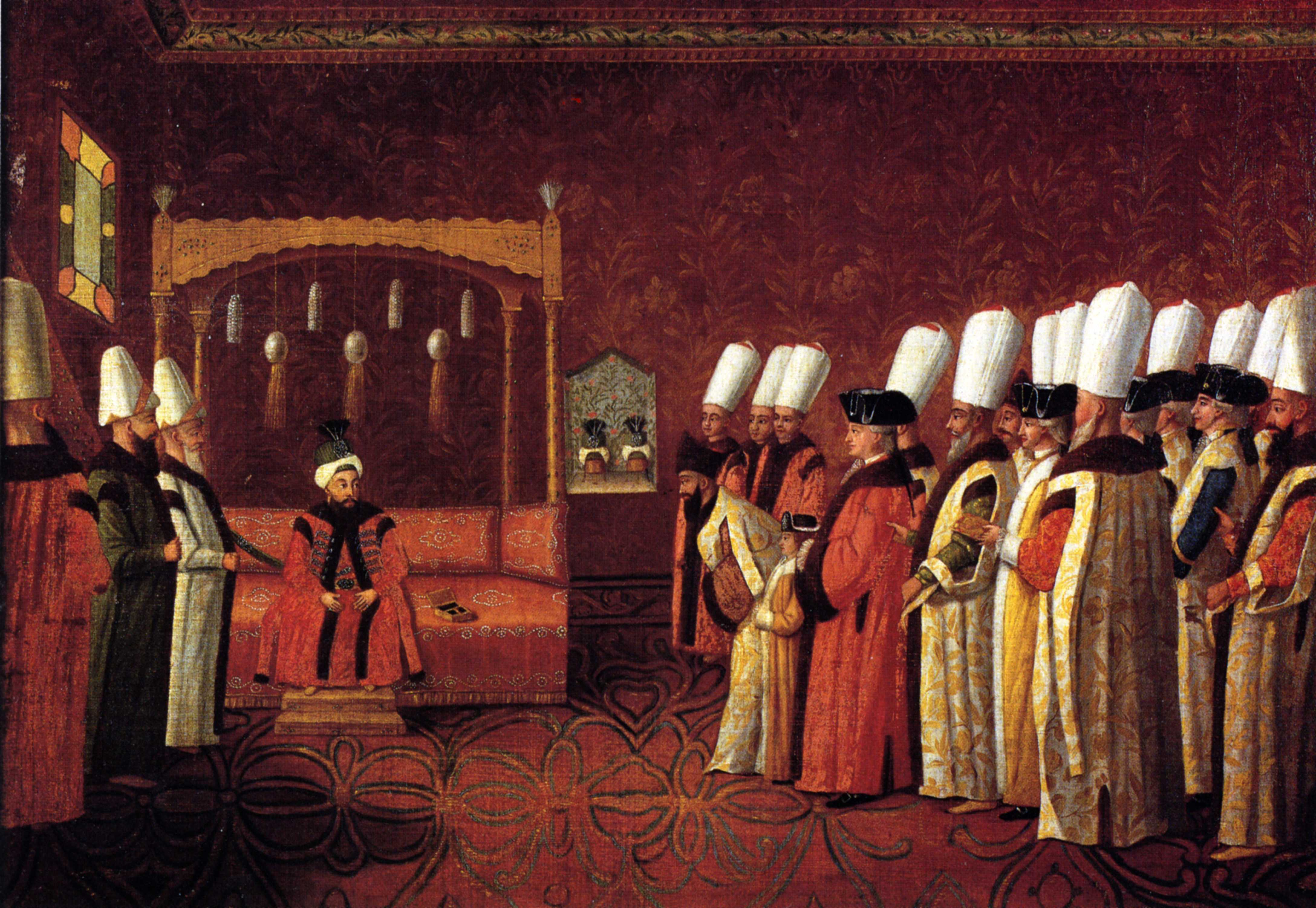
Op 28 november 1785 werd ambassadeur Van Dedem, samen met zijn 11-jarige zoon Anthony, in audiëntie ontvangen door sultan Abdülhamid. Schilderij van de Edwina van Heek Stichting in Huize Singraven in Denekamp

### Constantinopel
Op 28 november 1785 bood Van Dedem zijn geloofsbrieven aan tijdens een audiëntie in het Topkapıpaleis, waar hij werd ontvangen door sultan Abdülhamit I. Tijdens de uitoefening van zijn ambt in de hoofdstad van het Osmaanse Rijk werd Van Dedem een aantal keer geconfronteerd met oproer en oorlogen van de Turken tegen Frankrijk, Rusland, Engeland en Oostenrijk. De pest woedde eveneens van tijd tot tijd in die omgeving en daarnaast vonden er een aardbeving en een stadsbrand plaats. Het huis van Van Dedem brandde af tijdens een gedwongen verblijf in Boekarest. In de tijd dat Van Dedem in Constantinopel verbleef wisselden vier sultans en verschillende grootvizieren zich af. In Nederland intussen werd eerst de Bataafsche Republiek ingesteld en vervolgens het Koninkrijk der Nederlanden.
Tijdens zijn ambtsperiode in Constantinopel schreef Van Dedem honderden brieven aan de directie van de Levantse Handel, aan de Staten-Generaal, aan de griffier, aan de raadpensionaris, gecodeerde brieven (met ‘een ingesloten cijfer’), secreete brieven, aanstellingsbrieven, instructies, gerechtelijke verklaringen en zo meer. In zijn missives aan Den Haag legde Van Dedem de nadruk op de politieke verhoudingen in het Osmaanse Rijk en zijn pogingen om de Nederlandse zeevaart te verlossen van de mestaria, een fiscale maatregel van de Turken die de vrije vaart op de Zwarte Zee belemmerde. hij onderbrak tot drie keer toe zijn verblijf in Constantinopel. Van 1793 tot 1795 was hij op verlof in Nederland, waar hij getuige was van het ontstaan van de Bataafse Republiek en de vlucht van stadhouder Willem V naar Engeland. In 1800 werd hij, op last van de Engelse ambassadeur, tot persona non grata verklaard in Constantinopel. Van de sultan hoefde hij niet terug te keren naar Nederland maar mocht hij zijn ambt blijven uitoefenen in Boekarest, toen de hoofdstad van de Osmaanse vazalstaat Walachije. Van 1803 tot 1807 verbleef hij opnieuw in Nederland. Zijn terugkeer in Constantinopel betekende ook zijn afscheid. In december 1808 keerde hij definitief terug naar het vaderland.

### Terug in Nederland
Toen hij terugkeerde werd Nederland feitelijk bestuurd door Frankrijk met Lodewijk Napoleon als koning; enige tijd later werd het door keizer Napoleon Bonaparte onder direct bestuur van Frankrijk geplaatst. Van Dedem werd, samen met onder meer voormalig raadpensionaris Rutger-Jan Schimmelpenninck, benoemd tot senator in Parijs. Bij keizerlijk decreet van 13 maart 1811 van keizer Napoleon I werd aan Frederik Gijsbert van Dedem ook de titel comte de l'Empire verleend. Eenmaal terug in Wijhe in 1813 wilde hij zijn rentree maken in de ridderschap van Overijssel. Maar dat werd hem verhinderd. In 1814 werd hij benoemd in de ridderschap van Overijssel waardoor hij tot de Nederlandse adel ging behoren met het predicaat van jonkheer. Van Dedem schreef in augustus 1819 een brief aan gouverneur Bentinck, waarin hij om ontslag vroeg uit de Ridderschap van Overijssel, het college dat in 1814 door Willem I in de oude glorie was hersteld. Maar dat werd hem niet verleend. Zonder dat er verandering kwam in de status quo van zijn lidmaatschap van de Ridderschap overleed hij op 3 maart 1820.